# Beth Dover
Beth Dover (Chicago, 29 agosto 1978) è un'attrice statunitense.
Ѐ conosciuta soprattutto per aver interpretato personaggi comici, come Blanche in Another Period e per il ruolo di Linda Ferguson in Orange Is The New Black.
Ѐ sposata con l'attore Joe Lo Truglio dal 2014, con cui ha avuto un figlio, Eli Lo Truglio, nel 2016.

## Biografia
Beth nasce a Chicago nel 1978. La sua famiglia era nei militari e ha dovuto trasferirsi ogni due anni, fino all'età di 13.
Dopo il college si è trasferita a New York, dove ha studiato Meisner. Si è poi trasferita a Los Angeles, dove ha scoperto l'improvvisazione, innamorandosi ancora di più del mestiere d'attrice.

### Carriera
Nel 2010 interpreta l'infermiera Beth nella commedia satirica "Childrens Hospital". Tra il 2012 e il 2013 è apparsa in "Burning Love" come Lexie. Ѐ apparsa inoltre in altre serie tv come New Girl.

### Vita privata
Dal 2014 è sposata con Joe Lo Truglio, con cui ha avuto un figlio, Eli, e insieme abitano a Los Angeles.

## Filmografia

### Cinema
- Life Partners, regia di Susanna Fogel (2014)

### Televisione
- Criminal Minds (2007), 1 episodio
- Party Down (2009), 1 episodio
- Childrens Hospital (2010 - 2012), 8 episodi
- Whitney (2011), 1 episodio
- Burning Love (2012 - 2013), 17 episodi
- Dads (2013), 1 episodio
- Newsreaders (2013), 1 episodio
- Brooklyn Nine-Nine (2014), 1 episodio
- Fresh Off the Boat (2015), 1 episodio
- Difficult People (2015), 1 episodio
- Wet Hot American Summer: First Day of Camp (2015), 2 episodi
- Big Time in Hollywood, FL (2015), 2 episodi
- Another Period (2015 - ), Blanche, regia di Jeremy Konner
- Orange Is the New Black (2015 - ), Linda Ferguson (19 episodi)
- New Girl (2016), 1 episodio
- Son of Zorn (2016), 1 episodio
- Wet Hot American Summer: Ten Years Later (2017), 3 episodi
- Nobody wants this (2024), 1 episodio

### Doppiaggio
- Bob's Burgers (2016), 1 episodio

## Doppiatrici italiane
Nelle versioni in italiano dei suoi lavori, Beth Dover è stata doppiata da:
- Daniela Abbruzzese in Orange Is the New Black
- Maura Cenciarelli in Wet Hot American Summer: First Day of Camp
- Claudia E. Scarpa in New Girl
- Alessandra Korompay in American Housewife
- Antonella Baldini in Wet Hot American Summer: Ten Years Later

Da doppiatrice è sostituita da:
- Emilia Costa in Son of Zorn